# George Larkin
George Larkin (ur. 11 listopada 1887, zm. 27 marca 1946) – amerykański aktor filmowy epoki filmu niemego.

## Wybrana filmografia
- Robin Hood (1912)
- The Body in the Trunk (1914)
- The Severed Hand (1914)
- The Trey o' Hearts (1914)
- Unto Those Who Sin (1916)
- The Woman in the Case (1916)
- The Primitive Call (1917)
- Hands Up! (1918)
- The Border Raiders (1918)
- Terror of the Range (1919)
- The Devil's Trail (1919)
- The Tiger's Trail (1919)
- The Adventures of Ruth (1919)
- Beauty and the Bandit (1921)
- Terror Trail (1921)
- Bulldog Courage (1922)
- Her Reputation (1923)
- Midnight Secrets (1924)
- The Pell Street Mystery (1924)
- Yankee Madness (1924)
- The Right Man (1925)
- Getting 'Em Right (1925)
- Rough Stuff (1925)
- Midnight Rose (1928)